# Тополевка (Семёновский район)
Тополевка (укр. Тополівка) — село в Семёновском районе Черниговской области Украины. Население 291 человек. Занимает площадь 0,9 км².
Код КОАТУУ: 7424785006. Почтовый индекс: 15454. Телефонный код: +380 4659.

## Власть
Орган местного самоуправления — Погорельский сельский совет. Почтовый адрес: 15452, Черниговская обл., Семёновский р-н, с. Погорельцы, ул. И. Франко, Тел.: +380 (4659) 2-31-17.